# Рубин, Николай Васильевич
Николай Васильевич Рубин (1873, Касимов, Рязанская губерния — не ранее 1918) — протоиерей Православной российской церкви, благочинный храмов 2-го округа Саратова, инспектор духовных семинарий.

## Биография
Родился в семье священника. Жена — Александра Ивановна (скончалась в 1915 году), дети — Галина, Сергей, Елена.
Окончил Рязанскую духовную семинарию (1893) и Московскую духовную академию со степенью кандидата богословия (1897).
Иерей, настоятель Кирилло-Мефодиевского домового храма, законоучитель (1897), классный наставник и библиотекарь в Красноуфимском промышленном училище Пермской губернии, заведующий воскресной школой (1898), награждён набедренником (1900).
Законоучитель во 2-й саратовской мужской гимназии (1900—1911), преподаватель педагогики (1900—1902) и член совета (1905—1911) в Иоанникиевском епархиальном женском училище, настоятель Крестовоздвиженского (Казачьего) храма (1901), затем Нерукотворенно-Спасского храма (1904) в Саратове, участник епархиальных съездов (1902—1905), награждён скуфьей, член епархиальных Ревизионного комитета (1903) и Училищного совета, Издательской комиссии и Духовно-просветительского отдела Братства святого Креста, Уездной санитарно-исполнительной комиссии.
Благочинный храмов 2-го округа Саратова, затем помощник городского благочинного, законоучитель и член хозяйственного комитета в саратовской Мариинской женской гимназии, председатель окружного училищного съезда (1904).
Помощник начальника Урмийской миссии, редактор журнала «Православная Урмия» (1911), уволен как неподошедший к должности.
Инспектор Тобольской духовной семинарии (1912).
Инспектор Нижегородской духовной семинарии (1914).
Протоиерей штаба 2-й армии, помощник председателя II Всероссийского съезда военного и морского духовенства (1917).
В 1917—1918 годах член Поместного Собора Православной Российской Церкви по избранию от военного и морского духовенства, участвовал во всех трёх сессиях, член III, XIII, XIX Отделов.

## Сочинения
Атурайе // Православная Урмия. 1912. № 4-5.